# 18737 Алісіяворлі
18737 Алісіяворлі (1998 QP79, 1998 TU32, 2000 AR197, 18737 Aliciaworley) — астероїд головного поясу, відкритий 24 серпня 1998 року.
Тіссеранів параметр щодо Юпітера — 3,584.